# Meniška skupnost na gori Atos
Atos (grško starogrško Άθως, Áthos) je gora in polotok v severovzhodni Grčiji in pomembno središče vzhodnega pravoslavnega meništva. Je  avtonomna  entiteta znotraj Grške republike. Na Atosu je dvajset glavnih samostanov pod neposredno jurisdikcijo carigrajskega ekumenskega patriarha.
Goro Atos Grki imenujejo Sveta gora (starogrško Ἅγιον Ὄρος, Hágion Óros), entiteto pa Atoška država (starogrško Αθωνική Πολιτεία, Athoniki Politia). V drugih državah s pravoslavno tradicijo uporabljajo imena, ki so prevod grškega imena. Srbi in Bolgari jo imenujejo  Света гора, Sveta gora, Rusi Святая гора, Svjataja gora,  Gruzijci pa მთაწმინდა, mtats’minda. V klasičnem obdobju se je gora imenovala Atos, polotok pa  Akté (starogrško Ἀκτή).
Polotok Atos je bil naseljen od antike. Znan je predvsem zaradi skoraj 1800 letne neprekinjene prisotnosti kristjanov in dolge samostanske tradicije, ki se je začela v bizantinskem obdobju, najkasneje okoli leta 800. Na polotoku je zdaj okoli 2000 menihov iz Grčije in številnih drugih pravoslavnih držav, vključno z Romunijo, Moldovo, Gruzijo, Bolgarijo, Srbijo in Rusijo. Menihi živijo asketsko, odmaknjeno od zunanjega sveta. Atoški samostani posedujejo bogate zbirke dobro ohranjenih predmetov, redkih knjig, starih dokumentov in umetnin izjemne zgodovinske vrednosti. Atos je od leta 1988 na Unescovem seznamu svetovne dediščine.
Kot del Grčije je hkrati del Evropske unije in pred tem Evropske skupnosti, vendar ima poseben status in svojo jurisdikcijo, potrjeno na pristopnih pogajanjih Grčije za vstop v Evropsko skupnost. Vodstvo meniške države ima pooblastila, da samo odloča o pretoku ljudi in dobrin na svojem ozemlju, na primer da lahko na njeno ozemlje vstopijo samo moški.

## Geografija
Polotok Atos je na najvzhodnejši krak večjega polotoka Halkidika v grški regiji Osrednja Makedonija, ki sega okoli 50 km daleč v Egejsko morje. Širok je od 7 do 12 km in ima površino 335,6 km2. Gora Atos je visoka 2033 m in ima zelo gozdnata strma pobočja.
Morje okoli polotoka, zlasti ob njegovem rtu, je nevarno za plovbo in je bilo prizorišče več brodolomov: leta 492 pr. n. št. je perzijski kralj Darej I. izgubil 300 ladij pod poveljstvom generala Mardonija, leta 411 pr. n. št. pa so 50 ladij pod poveljstvom admirala Epikleja izgubili Špartanci.
Atos je kljub temu, da je dostopen s kopnega, v praksi dostopen samo po morju. Če dopušča vreme, tja vsak dan plujeta trajekta Agios Panteleimon (iz Uranopolisa) in Axion Estin (iz Dafnie). Oba imata nekaj vmesnih postaj pri samostanih na zahodni obali polotoka. Do Atosa pluje tudi nekaj hitrih ladij, ki nimajo vmesnih postaj. Do samostanov na vzhodni obali pluje trajekt iz Ierissosa.

### Dostopnost
Dnevno število obiskovalcev Atosa je omejeno. Vsi obiskovalci morajo dobiti posebno dovoljenje s časovno  omejeno veljavnostjo. Na ozemlje, ki ga menihi imenujejo »Vrt device Marije«, imajo vstop samo moški. Pri vstopu imajo prednost pravoslavni verniki. Stalni prebivalci polotoka so lahko samo moški pravoslavne veroizpovedi, starejši od osemnajst let, menihi ali delavci.

## Zgodovina

### Antika
V grški mitologiji je bil Atos eden od gigantov, ki so med gigantomahijo izzvali grške bogove. Atos je proti Pozejdonu vrgel ogromno skalo, ki je padla v Egejsko morje in postala gora Atos. Druga različica zgodbe pravi, da je Pozejdon uporabil goro za pokop poraženega giganta.
Homer omenja Atos v Iliadi. Herodot piše, da je med perzijsko invazijo na Trakijo leta 492 pr. n. št. perzijsko ladjevje pod poveljstvom generala Mardonija med pristajanjem na gori Atos zaradi močnega severnega vetra doživelo brodolom in izgubilo 300 ladij in 20.000 mož. Herodot polotok imenuje Akte in pravi, da so na njem naseljeni Pelazgi z otoka Lemnosa. Omenja tudi pet njihovih mest: Sane,  Kleonai,  Tisos,  Olofiksis in Akrotoon. Strabon omenja mesti Dion in Aktotoi. Na polotoku je bila tudi kolonija Eretria. V klasičnem obdobju je bilo ustanovljeno še najmanj eno mesto: Akantos. Nekatera mesta so kovala svoj denar. 
Polotok je bil vmesna postaja med invazijo Kserksa I., ki je tam preživel tri leta. Perzijci so leta 483 pr. n. št. preko zemeljske ožine skopali Kserksov kanal, ki je omogočil prehod njegovega invazijskega ladjevja. Po smrti Aleksandra Velikega je arhitekt Dinokrat nameraval goro Atos preoblikovati v ogromen Akeksandrov kip.
Kasnejša zgodovina polotoka je zaradi pomanjkanje virov malo znana. Arheologi do zdaj še niso odkrili mest, ki jih omenja Strabon, in domnevajo, da so bila opuščena, ko so na polotok malo pred 9. stoletjem začeli prihajati menihi.

### Zgodnje krščanstvo
Po atoškem izročilu je blažena Devica Marija v spremstvu sv. Janeza Evengelista plula iz Joppe na Ciper, da bi obiskala Lazarja Betanijskega. Veter je ladjo odpihnil na takrat poganski Atos, kjer je bila prisiljena zasidrati se v bližini pristanišča Klement ob sedanjem samostanu Iviron. Marija se je izkrcala in, očarana z divjo  lepoto gore,  goro blagoslovila. Nato je prosila Sina naj to postane njen vrt. Zaslišala je glas, ki ji je rekel: "Naj bo to mesto tvoja dediščina in tvoj vrt, paradiž in zveličanje za tiste, ki iščejo odrešitev". V tistem trenutku je bila gora posvečena kot vrt matere božje in nedostopna za vse druge ženske.
Zgodovinski dokumenti o antični gori Atos so zelo redki. Zanesljivo je le to, da so bili menihi tam že v 4., morda celo v 3. stoletju. Med vladanjem Konstantina I. (324-337) so tam živeli pogani in kristjani. Med vladanjem Julijana Odpadnika (361–363) so bile cerkve na Atosu porušene, kristjani pa so se skrivali po gozdovih in nedostopnih krajih.
Med vladanjem Teodozija I. (379–395) so bili porušeni poganski templji. Leksikograf Hezihij Aleksandrijski trdi,  da ja na Atosu še v 5. stoletju stal kip Atoškeg Zevsa. Po arabski zasedbi Egipta v 7. stoletju je mnogo pravoslavnih menihov iz Egiptovske puščave iskalo nek drug miren kraj. Nekateri so prišli na polotok Atos.  Stari dokumenti pričajo, da so menihi zgradili "lesene koče s slamnato streho ... in nabirali sadje z divjih dreves, da so nekako preživeli".

### Bizantinsko obdobje: prvi samostani
Letopisca Teofan Spovednik (konec 8. stoletja) in Georgij Kedren (11. stoletje) sta zapisala, da je bil izbruh vulkana Tera viden z gore Atos, kar kaže, da je bil Atos takrat naseljen. Zgodovinar Jožef Genezij omenja, da so se menihi z Atosa udeležili Drugega nicejskega koncila leta 787. Po bitki za Tasos leta 829 je bil Atos nekaj časa zapuščen zaradi uničujočih pohodov Saracenov s Krete. Okoli leta 860 je na Atos prišel slavni menih Eftimij Mlajši. Okoli njegovega bivališča, morda pri Krya Nera, je bilo zgrajenih veliko koč. Med vladanjem cesarja Bazilija I. Makedonca je Bazilij Spovednik, bivši škof Krete in kasneje Soluna, zgradil majhen samostan na mestu sodobnega pristanišča hilandarskega samostana. Dokument iz leta 833 priča, da je kmalu za njim nek Ioannis Kolovos zgradil samostan v Megali Vigli.
Cesar Bazilij I. je leta 885 z zlato  bulo  razglasil Sveto goro za mesto menihov in prepovedal naseljevanje laikov, kmetov in živinorejcev. Cesarski odlok cesarja Leona VI. Modrega, izdan leto kasneje,  omenja sedež sveta starešin  (gerondes), kar pomeni, da so imeli menihi že pred tem nakakšno upravo. Leta 887 je nekaj menihov Leonu Modremu očitalo, da samostan vedno bolj raste in zato izgubljajo svoj mir.
Dokument iz leta 908 dokazuje obstoj protosa, predstojnika meniške oskupnosti. Leta 943 so bile natančno začrtane meje meniške države. Znano je, da je bil glavno mesto in sedež uprave Karies.  Imenoval se je "Megali mesi lavra" (Veliki centralni zbor). Leta 956 je bilo samostanu Ksiropotam z odlokom dodeljeno 94 hektarjev zemlje, kar pomeni, da je bil že precej velik.
Leta 958 je na Atos prišel menih Atanazij Atoški, ki je leta 962 je v Kariesu zgradil osrednjo cerkev "Protaton". Naslednje leto je s pomočjo svojega prijatelja, cesarja Nikiforja II. Fokasa, ustanovil samostan Velika lavra, ki je še vedno največji in najpomembnejši od dvajset obstoječih samostanov. Samostan je v naslednjih stoletjih užival zaščito bizantinskih cesarjev in zelo napredoval in obogatel.
V 11. stoletju je Atos gostoval srbskega in ruskega meniha Skribesa. Ruski menihi so se na Atosu prvič naselili v 1070. letih v samostanu Ksilorgu (zdaj skit Bogorodica). Leta 1089 so se preselili v samostan Pantelejmon, srbski pa so prevzeli Ksilorgu.  V letih 1100 do 1169 je samostan Panteleimon propadal in ruski menihi, kolikor jih je še ostalo,  so se preselili k srbskim Ksilorgu. Leta 1169 so Srbi dobili samostan Pantelejmon in ga delili z Rusi do leta 1198, ko so se Srbi preselili v Hilandar. Slednji je postal središče srbskega meništva. Rusi so ostali v Pantelejmonu, ki je od takrat znan kot Rosikon.
Po četrti križarski vojni na začetku 13. stoletja je bilo na ozemlju propadlega Bizantinskega cesarstva ustanovljeno katoliško Latinsko cesarstvo. Menihi z Atosa se se zaradi pritiska 
novih oblastnikov  pritožili  papežu Inocencu III. in zahtevali njegovo posredovanje. Takšno stanje je trajalo do obnovitve Bizantinskega cesarstva. V 14. stoletju so polotok izropali katalonski najemniki. V istem stoletju se je zgodill tudi verski spor zaradi isihazma, ki so ga prakticirali na gori Atos  in ga je zagovarjal Gregorij Palamas. Konec leta 1371 ali na začetku leta 1372 so Bizantinci obranili prvi turški napad na Atos.

### Srbsko obdobje
Srbski mogotci iz dinastije Nemanjić so samostanom na Atosu ponudili finančno pomoč. Nekateri so celo romali tja in postali menihi. Štefan Nemanja in njegov sin, nadškof Sveti Sava, sta leta 1198 pomagala zgraditi samostan Hilandar.
Gora Atos je bila od leta 1342 do 1372 pod srbsko upravo. Cesar Štefan Dušan je veliko doniral vsem samostanom na Atosu. Iz njegove darovnice samostanu Hilandar  je razvidno, da je samostanu prepustil neposredno oblast nad veliko vasmi in cerkvami, vključno s cerkvijo sv. Nikolaja v Dobrušti v Prizrenu, sv. Nadangelov v Štipu in sv. Nikolaja v Vranju z okoliško zemljo in posestmi. Velike posesti in donacije je dal tudi puščavnikom sv. Sabasa in cerkvi sv. Nadangelov v Jeruzalemu in številnim drugim samostanom. Dušan je bil edini srednjeveški srbski vladar, ki je veliko časa preživel na Atosu in nekaj časa z njega celo vladal. Leta 1347 sta z ženo na Atosu preživela devet mesecev. Dušanova soproga, cesarica Jelena, je bila ena od redkih žensk, ki so ji dovolili vstopiti in živeti na Atosu.
Z Dušanovimi donacijami se je Hilandar povečal na več kot 10.000 hektarjev. Postal je največji na polotoku in zasedal 1/3 ozemlja. Srbski plemič Antonije Bagaš je s pomočjo Nikole Radonje kupil in v letih 1355 do 1365 obnovil porušen samostan sv. Pavla in postal njegov opat.
Obdobje Srbskega cesarstva je bilo za Hilandar in druge samostane na Atosu obdobje razcveta. Številni samostani so bili obnovljeni ali znova pozidani in znatno povečani.  Donacije so se nadaljevale tudi po padcu Srbskega cesarstva. Lazar Hrebeljanović in kasneje dinastija Branković so še naprej podpirali meniško skupnost. Srbski mogotec (veliki čelnik) Radič Postupović je obnovil samostan Konstamonit, uničen v požaru leta 1420, in se po letu 1433 pomenišil.
Srbska princesa Mara Branković je bila druga Srbkinja, ki je dobila dovoljenje za obisk  samostana.  Mara je imela kot žena sultana Murata II. velik vpliv na osmanskem dvoru in izposlovala poseben status gore Atos znotraj Osmanskega cesarstva. Na koncu 15. stoletja so imeli srbski menihi pet samostanov pod jurisdikcijo srbskega priorja: Dohijar, Gregoriat, Sveti Pavel, Dioniziat in  Hilandar. Veliko srbskih plemičev pod neposredno osmansko oblastjo in takih, ki so prestopili v islam, je tudi v Osmanskem cesarstvu podpiralo atoške samostane. Po koncu osmanske oblasti so samostane podpirali tudi novi srbski kralji iz dinastij Obrenović in Karađorđević in srbska aristokracija. Po razpadu Socialistične federativne republike Jugoslavije je Atos obiskalo več srbskih predsednikov in ministrskih predsednikov.

### Osmansko obdobje
Po propadu Bizantinskega cesarstva sredi 15. stoletja je na njegovo mesto stopilo Osmansko cesarstvo. Atoški menihi so poskušali vzpostaviti dobre odnose z osmanskimi sultani. Ko je Murat II. leta 1430 osvojil Solun, so mu takoj prisegli zvestobo. Murat je v zameno priznal samostansko lastnino, ki jo je uradno potrdil Mehmed II. po osvojitvi Konstantinopla leta 1453. Avtonomija Atosa se je s tem nadaljevala.
Po pisanju ruskega romarja Izaija s konca 15. stoletja je bilo takrat pol samostanov na Atosu srbskih ali albanskih. Samostani Dohiar,  Gregoriat, Sveti Pavel,  Dioniziat  in Hilandar so bili srbski, Karakal in Filotej albanska, Pantelejmon ruski,  Simonopetra bolgarski in Stavronikita grški. Samostani Zograf, Konstamonit, Ksiropotam, Kutlumuš, Ksenofont, Iviron in  Protaton niso bili nacionalno  obarvani.
15. in 16. stoletje sta bili za samostanske skupnosti na Atosu še posebej mirni, kar je prineslo njihov relativni razcvet. V tem času je bil ustanovljen samostan Stavronikita, zadnji od trenutno obstoječih samostanov na Atosu. Ko so Srbski despotat osvojili Osmani, se je veliko menihov iz Srbije preselilo na Atos. Veliko število srbskih menihov potrjuje veliko število njihovih menihov, izvoljenih na položaj protosa v tem obdobju. Poseben dobrotnik samostana Kseropotamu je bil sultan Selim I., ki je leta izdal fatvo in hatišerif  (vzvišeni odlok), da "se bodo požgana ali porušena mesta, kjer se pridiga božja beseda, ponovno zgradila". Opatiji  je podelil nekaj privilegijev in v letih 1533–1541 financiral gradnjo jedilnice in kletnih prostorov in obnovil stenske poslikave v osrednji opatijski cerkvi.
Samostani so bili večino osmanskega obsobja prepuščeni sami sebi. Država jih je težko obdavčila in jim včasih zasegla pomembna zemljišča. Proces je dosegel višek v gospodarski krizi v 17. stoletju, ki je sprva  privedla do tako imenovanega ideoritmičnega življenjskega sloga (polpuščavniška različica krščanskega meništva) v nekaj samostanih, v prvi polovici 18. stoletja pa v vseh.
Nov način meniške organizacije je bil zasilen ukrep, ki so ga meniške skupnosti uvedle zaradi krutih gospodarskih razmer. Menihi v ideoritmičnih skupnostih so v nasprotju s kenobitskimi lahko imeli zasebno lastnino, delali zase, sami skrbeli za hrano in druge potrebščine in obedovali ločeno v  svojih celicah. Z drugimi menihi so se srečevali samo v cerkvi. Samostanske opate so zamenjali odbori, ki so v samostanih Karies in Protos šteli štiri člane.
Leta 1749 je bila pri samostanu Vatopedi ustanovljena Atoška akademija, lokalna meniška skupnost, ki je imela vodilno vlogo v sodobnem grškem razsvetljenstvu v 18. stoletju. Akademija je nudila visoko raven izobraževanja, zlasti v obdobju  Evgenija Vulgarisa, ko s se poučevale antična filozofija in sodobne naravoslovne znanosti.
Preživetje samostanov so z velikimi donaciji omogočili ruski carji in knezi Moldavije, Vlaške in Srbije (do konca 15. stoletja). Število menihov in njihovo premoženje se je v naslednjih stoletjih zelo skrčilo. V 18. stoletju  se je začelo stanje izboljševati, predvsem zaradi pokroviteljstva  ruske vlade. Število menihov je celo stoletje naraščalo in leta 1902 doseglo število več kot 7.000.
Med prvo balkansko vojno je grška mornarica novembra 1912 pregnala Turke z Atosa. Grki so polotok Atos vključili v Londonski mirovni sporazum, podpisan 30. maja 1913.  Pomanjkljivosti sporazuma so povzročile izbruh druge balkanske vojne junija 1913, ki se je končala s podpisom mirovnega sporazuma v Bukarešti 10. avgusta 1913.
Junija 1913 je rusko ladjevje, sestavljeno iz topovnjače Donec in transportnih ladij Car in Kerson, na Atos pripeljalo nadškofa Vologde in veliko vojakov, ki so posredovali v teoloških sporih, povezanih z  ruskim pravoslavnim gibanjem imislavje.
Nadškof se je z imislavci pogajal in poskušal doseči, da prostovoljno spremenijo svoja prepričanja, vendar mu to ni uspelo. 31. julija 1913 je vojska napadla samostan  Pantelejmon, čeprav menihi niso bili oboroženi in se niso upirali.  Menihi Andrejevske skete so se prostovoljno vdali. Transportna ladja Kerson se je spremenila v vojaški zapor za več kot tisoč imislavskih menihov in z njimi odplula v Odeso. Po pristanku so bili menihi izobčeni in razseljeni po celi Rusiji.
Po kratkem diplomatskem sporu med Grčijo in Rusijo glede suverenosti, je polotok Atos po prvi svetovni vojni pripadel Grčiji.

### 20. in 21. stoletje

#### Politika
Samoupravna regija Sveta gora je po odloku, sprejetem v sveti skupnosti 3. oktobra 1913, in  mednarodnih sporazumih, sklenjenih v Londonu (1913), Bukarešti (1913), Neuillyju (1919), Sèvresu (1920) in Lausanni (1923) postala del grške države. Odlok navaja, da so Sveto skupnost priznali grški kralj kot zakoniti suveren in dediči cesarjev, ki so samostane zgradili in razglasili svoje ozemlje za del Grškega kraljestva.
Med drugo svetovno vojno je bil Atos od leta 1941 do poznega 1944 pod nacistično okupacijo.  Po nacistični zasedbi Grčije je štiričlanski atoški izvršilni odbor uradno zaprosil Adolfa Hitlerja, naj vzame avtonomno meniško državo pod svojo osebno zaščito.  Hitler se je z njihovo prošnjo strinjal. Menihi so Hitlerja sprejeli kot "visokega protektorja Svete gore". Gora Atos je drugo svetovno vojno preživela skoraj nedotaknjena.
Po vojni je "Posebni dvojni svet" Svete skupnosti v Kariesu sprejel ustanovno listino Svete gore, ki jo je potrdil grški parlament. Atoška država temelji na "samoupravni meniški državi" kot navaja zlata bula  bizantinskega cesarja Ivana I. Cimiska iz leta 972.  Ta pomembni dokument  se hrani v Hiši svete uprave v Kariesu. Samoupravo Svete gore je kasneje ponovno potrdil cesar Aleksej I. Komnen leta 1095.
Po grški ustavi ima "Meniška država gora Atos" naslednje privilegije: je samoupravni del grške države, katere suverenost ostaja nedotakljiva; sestavljena je iz dvajset glavih samostanov, ki tvorijo Sveto skupnost; glavno mesto in upravno središče države je Karies, kjer je tudi sedež guvernerja kot predstavnika grške države; guvernerja imenuje grška država. Status Atosa in pristojnosti atoških institucij  so izrecno opisane in potrjene ob vstopu Grčije v Evropsko unijo (takrat Evropska skupnost).
11. septembra 2004 je patriarh Aleksandrijske vzhodne pravoslavne cerkve Peter VII. umrl v letalski nesreči ameriškega vojaškega helikopterja pred atoško obalo. Patriarh je nameraval obiskati goro Atos. Vzrok nesreče ni znan.
Leta 2018 je postal Atos vzrok za vedno večje napetosti v grško-ruskih odnosih. Grška vlada ni odobrila vstopa ruskim klerikom, ker jih je ruska vlada domnevno izkoriščala kot vohune. Kasneje so se odnosi še bolj zaostrili, ker je Ruska pravoslavna cerkev prepovedala svojim  pripadnikom obisk krajev pod oblastjo carigrajskega patriarha Bartolemeja I., med katerimi je tudi Atos.

#### Meniško življenje
Samostani na Atosu so tradicionalni nasprotniki ekumenizma, se pravi  gibanj za spravo med Carigrajsko pravoslavno cerkvijo in rimskokatoliško cerkvijo. V tem pogledu je še posebej  prepoznaven samostan Esfigmen, ki je med srečanjem patriarha Atenagore I. Carigrajskega in papeža Pavla VI. leta 1972 glasno protestiral in dvignil črne zastave. Esfigmen je bil zato izključen iz predstavniških organov Atoške skupnosti. Spor se je stopnjeval in dosegel vrh leta 2002, ko je patriarh Bartolomej I. Carigrajski  razglasil menihe iz Esfigmena za nezakonito bratovščino in odredil njihovo izselitev; menihi se niso hoteli izseliti, zazo je patriarh odredil novo bratovščino, da jih nadomesti.
Ko se je število menihov leta 1972 zmanjšalo na samo 1145 večinoma starih menihov, se je začelo obdobje stalne in trajne obnove. Do leta 2000 se je število menihov v vseh dvajsetih samostanih in njihovih podružnicah povečalo na 1610. Med prišleki so bili predvsem mladi in dobro izobraženi menihi. Leta 2009 je skupnost štela že skoraj 2000 menihov. Veliko mlajših menihov ima univerzitetno izobrazbo in izkušnje, ki jim omogočajo katalogizacijo in restavriranje ogromnega fonda rokopisov, svečanih oblačil, ikon, verskih objektov in umetnin. Večina predmetov je zaradi velikega obsega nedostopna za javnost. Predvideva se, da bodo restavratorska in arhivarska dela potekala še nekaj desetletij. Dela financirata  UNESCO in Evropska unija s pomočjo številnih akademskih ustanov.
Zgodovina sodobne oživitve samostanskega življenja na Atosu in njegov vstop v tehnološki svet 21. stoletja je kronološko opisal Graham Speake v knjigi Mount Athos. Renewal in Paradise.

## Uprava in organizacija
Atosu vlada "Sveta skupnost" (Ιερά Κοινότητα, Iera Koinotita), sestavljena iz predstavnikov 20 samostanov, ki ima štiričlanski izvršilni odbor  "Sveta administracija" (Ιερά Επιστασία,  Iera Epistasia). Odboru predseduje protos (Πρώτος).
Civilno oblast predstavlja guverner, ki ga imenuje grško Ministrstvo za zunanje zadeve. Njegova glavna dolžnost je nadziranje delovanje ustanov vzdrževanje javnega miru. Trenutni guverner je Aristos Kasmiroglou.
V vseh samostanih, v njih je ponovno uveden cenobitski sistem meništva, je uprava v rokah opata (Ηγούμενος, Hēgoumenos). Opata izvoli skupnost menihov za celo življenje. Opat je gospodar in duhovni oče skupnosti. Zakonodajno telo samostana je "Zbor bratovščine" (Γεροντία, Gerontía). Vse druge ustanove (skiti, celice, koče, umiki v osamo in puščavništvo) so v posameznem samostanu regulirane z dokumentom, imenovanim homologon (ομόλογον).
Vse osebe, ki opravljajo  meniško življenje, tako novici kot menihi, dobijo ob vstopu v samostan brez posebnih formalnosti grško državljanstvo. Obiski polotoka so mogoči tudi za laike, vendar potrebujejo posebno dovoljenje, podobno vizumu, imenovano diamonētērion (διαμονητήριον).
V 17 samostanih od 20 na Sveti gori prevladujejo etnični Grki. V drugih treh prevladujejo menihi drugih nacionalnosti, ki ob vstopu  postanejo grški državljani. V Hilandarju so večinoma Srbi, v Zografu Bolgari in v Pantelejmonu Rusi.
V skitih prevladujejo etnični Grki. Obstajata tudi dva romunska cenobitska skita: Prodrom, ki pripada samostanu Velika Lavra, in idioritmični Laku ali Lakoskit, ki pripada samostanu Sveti Pavel. Skit Bogorodica pripada ruskemu samostanu Pantelejmon.

### Prepoved vstopa za ženske
Prepoved vstopa za ženske, imenovana avaton (Άβατον), naj bi olajšala življenje menihom v celibatu, ki so se odločili za tak način življenja. Menihi menijo, da prisotnost žensk spreminja družbeno dinamiko skupnosti in zato upočasnjuje njihovo pot do duhovnega razsvetljenja. Prepoved je uradno potrdilo več cesarjev, med njimi tudi Konstantin IX. Monomah v zlati buli leta 1046.
V zgodovini se je zgodilo kar nekaj kršitev te prepovedi. V 14. stoletju je srbski cesar Stefan Dušan (Silni) na Atos pripeljal svojo ženo Heleno Bolgarsko, da bi jo zaščitil red kugo. Cesarico so ves čas bivanja vozili na ročnem vozičku, da se ni niti enkrat dotaknila tal.
V 20. letih 20. stoletja se je na Atos pretihotapila francoska pisateljica Maryse Choisy, preoblečena v mornarja. Svoje objestno dejanje je kasneje opisala  v romanu Un mois chez les hommes (Mesec z moškimi).
V 1930. letih se je zgodil nov incident, ko se je na Atos pretihotapila Aliki Diplarakou, prva grška tekmovalka za Miss Evrope, preoblečena v moškega. Njeno dejanje so obsojali kot višek grehov.
Leta 1953 je na Atos vstopila Cora Miller, učiteljica iz Aten, Ohio, in sodelavka Programa Fulbright s še dvema ženskama in sprožila veliko zgražanje med lokalnimi menihi.
Leta  2003 je resolucija Evropskega parlamenta zahtevala, da se prepoved vstopa žensk prekliče, ker krši "univerzalno priznano načelo o enakosti spolov".
26. maja 2008 je pet beguncev iz Moldove ilegalno prestopilo turško-grško mejo in zašlo na Atos. Med begunci so bile štiri ženske. Menihi so jim kršenje samostanskih pravil oprostili in jim pojasnili, da je vstop na Atos za ženske prepovedan.
Prepovedane so tudi samice živali: kokoši, krave, ovce, koze, kobile in svinje. Izjeme so mačke, samice insektov in ptice pevke.

### Status v Evropsku uniji
Atos je kot del članice Evropske unije tudi sam član Evropske unije in zato predmet evropske zakonodaje. Je tudi del  schengenskega območja, čeprav je izvzet iz evropskega sistema davka na dodano vrednost. V prilogi grške pogodbe o vstopu v Schengensko območje je deklaracija z izjavo, da ima Atos poseben status, ki ga je treba upoštevati pri uporabi schengenskih pravil.
Menihi so ostro nasprotovali vstopu Grčije v  Schengensko območje zaradi strahu, da bosta več stoletij dolga omejitev vstopa in  prepoved vstopa žensk prenehala veljati. Prepoved kljub vstopu še vedno velja. Za vstop na Atos je tudi za moške potrebno posebno dovoljenje. Menihi so se bali tudi tega, da bo z  vstopom prenehalo veljati tudi dovoljenje, da dajejo zatočišče menihom iz  drugih pravoslavnih držav, na primer iz Rusije. Takšni menihi še vedno potrebujejo grški vizum in dovoljenja za bivanje, ki ga grško ministrstvo velikodušno daje na podlagi zahtev Atosa.

## Kultura in življenje na Sveti gori

### Umetniški in knjižni zakladi
Atoški samostani posedujejo obsežne zbirke neprecenljivih srednjeveških umetnin, vključno z ikonami,  bogoslužna oblačila in predmete (križi, kelihi), kodekse in druga krščanska besedila, cesarske zlate bule, svete relikvije in druge predmete. Menihi vidijo v njih samo njihovo versko funkcijo in jih nimajo za  zaklade,  zato jih še vedno uporabljalo v dogajanjih, katerim so bili prvotno namenjeni. Do nedavnega se predmeti niso sistematično preučevali in  katalogizirali, dokler ni bil v 1980. letih v Evropski uniji ustanovljen sklad za njihovo katalogiziranje, zaščito in restavriranje. Ocenjuje se, da bo za dosego zastavljenih ciljev potrebnih nekaj desetletij. 
Med največje atoške zaklade spadata Codex Athous Lavrensis in Codex Athous Dionysiou.

### Jeziki
V atoških samostanih je najpogostejša grščina. Izjeme so samostani Pantelejmon, v katerem se uporablja ruščina (leta 2011 67 menihov), Hilandar (srbščina, 58 menihov) Zograf s skitom Bogorodica (bolgarščina, 32 menihov)  in skita Timiu Prodromu in Lakoskiti, v katerem se uporablja romunščina (64 menihov). Veliko menihov govori tuje jezike, komunicirajo pa tudi v maternih jezikih.

### Datum in čas
Na Atosu se uporablja predvsem julijanski koledar, ki se od gregorijanskega razlikuje za 13 dni. Leta 1923 je po sinodi v Carigradu, na kateri so poskušali uskladiti koledarja,  del Vzhodnih pravoslavnih cerkva privzel revidirani julijanski koledar, ki je usklajen z gregorijanskim najmanj do leta 2800. Datum Velike noči se v obeh Cerkvah računa po julijanskem koledarju, zato se paznuje na isti dan. Atoški samostani, ki so sicer pod neposredni jurisdikcijo Ekumenskega patriarhata v Carigradu, dosledno zavračajo uporabo revidiranega julijanskega koledarja.
Atoški  liturgični dan se ravna po bizantinskem merjenju časa in se konča  s sončnim zahodom in ne opolnoči. Razlika med samostanskim in civilnim časom je odvisna od dolžine dneva, se pravi od letnega časa. Ure, ki  kažejo bizantinski čas, bi se moralo vsak dan ponastaviti. V praksi se to dela samo ob nedeljah, če je vreme jasno in je vrh Atosa viden. Uro so nastavili  na 12:00, ko zadnji žarki sončne svetolobe  prenehajo sijati na vrh gore. Nekateri samostani imajo tudi ure, ki kažejo civilni čas, ker se po njem (in civilnem koledarju)  ravnajo vozni redi ladij. Razlike v času povzročajo med romarji veliko zmede.

### Meniško življenje: samostani, skiti in celice
Na Atosu je dvajset samostanov, ki obvladujejo vse duhovne in posvetne dejavnosti. Oboje določa Ustanovna listina Svete gore, čeprav menihi od samega začetka atoške zgodovine živijo in bivajo v različno velikih in različno organiziranih samostanih. Vse vrste bivalnih prostorov se imenujejo po njihovih sedežih (καθίσματα, kathismata). Celice  (κελλιά), koče (καλύβες), zatočišča (ησυχαστήρια), puščavniški prostori (ερημιτήρια), votline  (σπήλαια) in skiti (σκήτες) so znani pod skupnim imenom "pritikline" (εξαρτήματα) svetih samostanov. Izraz "celica" ima lahko več pomenov. Bolj splošno pomeni vse našteto razem skitov. Skladno s tem pomenom se lahko samostanske ustanove delijo na tri kategorije: samostani, skiti in celice.

#### Samostani
Samostani so delno opisani že v odstavku "Administracija in organizacija". Romarji/obiskovalci, nastanjeni v hišah za goste (αρχονταρίκι), lahko okusijo del meniškega življenja z udeležbo v dnevnih dogajanjih:  molitvi (v cerkvi ali zasebno), skupnem obedovanju, delu, skladem z zadolžitvami posameznega meniha, in počitku. Med verskimi prazniki so običajna dolga (nočna) bedenja, dnevni urnik pa je povsem drugačen. Samostanska vrata se zaprejo ob sončnem zahodu in ponovno odprejo ob sončnem vzhodu.

#### Celice
Celica je hiša z majho cerkvijo, v kateri živijo 1-3 menihi pod duhovnim in administrativnim nadzorom matičnega samostana.  Meniško življenje v celicah je povsem drugačno od življenja v samostanih. Nekatere celice so podobne prijetnim kmečkim hišam, nekatere so borne koče, nekatere pa imenitne zgradbe v bizantinskem ali ruskem slogu  19. stoletja. Vsaka celica ima običajno kos obdelovalne ali drugačne zemlje in se ukvarja z neko pridobitniško dejavnostjo.
Med tradicionale dejavnosti celic spadajo poljedelstvo, ribištvo, rezbarstvo, žganjekuha, ikonografija, krojaštvo, knjigoveštvo itd. med nove dejavosti spadajo vožnja taksijev, kurirstvo, popravila avtomobilov in servisiranje računalnikov. Menihi morajo opraviti tudi vsa drobna opravila po dnevnem urniku. Za romarje/obiskovalce bi bilo vredno spoznati tudi to plat meniškega življenja, vendar je število celic zelo omejeno ali pa jih za goste sploh ni.

#### Skiti
Majhne skupnosti sosednjih celic so se razvile že na začetku meništva na Atosu. Za nekatere od njih se uporabljata naziva "skit" (σκήτη), ki pomeni "meniško naselje", ali "lavra" (λαύρα), ki pomeni "meniška kongregacija". Beseda skit je koptskega izvora in v svoji izvirni obliki pomeni lokacijo v Egiptovski puščavi, kjer se je meništvo/puščavništvo naredilo prve korake.
Neznan avtor Zgodovine egipčanskih menihov (Historia Monachorum in Aegypto), morda Flavij Rufin, je puščavo obiskal  konec 4. stoletja in pravi:
Potem smo prišli v Nitrijo, najbolj znan samostan samstan v Egiptu, ki je okoli 60 km oddaljen od Aleksandrije. Ime je dobil po bližnjem mestu, kjer se zbira nitra [natron]… Na tem mestu je pibližno petdeset bivališč, ali malo manj, ki se držijo skupaj in spadajo pod enega očeta.  V nekaterih bivališčih živi veliko ljudi, v nekaterih pa jih je samo nekaj ali samo eden. Prebivalce kljub temu, da živijo ločeno, povezujeta neizmerna vera in ljubezen.
Avtor je natančno opisal glavno zamisel  skita, skupnosti med puščavniškim in kenobitskim meništvom. kakršna obstaja še danes.
Leta 1680 je nekdanji patriarh Dionizij III. Vardalis na Atosu zgradil skit Sveta Ana z osredno cerkvijo in bivališči za vse okoliške menihe. Leta 1689 je skupnost sprejela svoj statut, ki ga je potrdil najprej samostan Velika lavra in nazadnje patriarh Dionizij V. Haritonidis. Za njim ga je potrdil tudi patriarh Kiril V., ki je veliko prispeval k njegovemu razvoju. Na enak načiun je kasneje nastalo še več skitov. Izraz skit se je na Atosu postopoma začel uporabljati za vsa meniška naselja z notranjo organizacijo, ki jo je potrdil patriarhat.
Kasneje so nekatere celice pritegnile toliko menihov, da so povečale število svojih bivališč in začele delovati kot kenobitski samostani. Ker je število samostanov na Atosu omejeno na dvajset, so uvedli nov izraz – kenobitski skit (κοινόβιος σκήτη). Da bi poudarili razliko med njimi in tradicionalnimi skiti, so slednje preimenovali v idioritmične skite (ιδιόρρυθμος σκήτη).
Kenobitski skiti se tako po arhitekturi kot po načinu življenja ne razlikujejo veliko od samostanov: menihi živijo v skupnosti, v kateri skupaj delajo in molijo. V idioritmičnih skitih je življenje bolj podobno življenju v celicah, nekaj opravil pa je skupnih. Blizu središča ali v središču skupnosti je cerkev – kiriakon, kar bi se lahko prevedlo kot "za nedeljo". V cerkvi se ob nedeljah in velikih praznikih pri bogoslužju zbere cela skupnost.  Skupnost ima tudi upravno zgradbo, refektorij za običajna praznovanja, pokopališče, knjižnico, skladišča in gostišče.

## Seznam verskih ustanov

### Dvajset samostanov
Suvereni samostani so razvrščeni po njihovem položaju v atoški hierarhiji:
| Velika lavra  | Vatoped         | Iviron                              | Hilandar                                  | Dioniziat     |
| ------------- | --------------- | ----------------------------------- | ----------------------------------------- | ------------- |
| Μεγίστη Λαύρα | Βατοπέδι        | Ιβήρων ივერთა მონასტერი (gruzinski) | Χιλανδαρίου Хиландар (srbski)             | Διονυσίου     |
|               |                 |                                     |                                           |               |
| Kutlumuš      | Pantokrator     | Ksiropotam                          | Zograf                                    | Dohiar        |
| Κουτλουμούσι  | Παντοκράτορος   | Ξηροποτάμου                         | Ζωγράφου Зограф (bolgarski)               | Δοχειαρίου    |
|               |                 |                                     |                                           |               |
| Karakal       | Filotej         | Simonopetra                         | Sveti Pavel                               | Stavronikita  |
| Καρακάλλου    | Φιλοθέου        | Σίμωνος Πέτρα                       | Αγίου Παύλου                              | Σταυρονικήτα  |
|               |                 |                                     |                                           |               |
| Ksenofont     | Gregoriat       | Esfigmen                            | Pantelejmon                               | Konstamonit   |
| Ξενοφώντος    | Οσίου Γρηγορίου | Εσφιγμένου                          | Αγίου Παντελεήμονος Пантелеймонов (ruski) | Κωνσταμονίτου |
|               |                 |                                     |                                           |               |

### Dvanajst skitov
Skit je skupnost krščanskih puščavnikov, ki sledijo meniškim pravilom, ki jim omogočajo, da v relativni samoti častijo boga, hkrati pa jim zagotavljajo vzajemno podporo in varnost. Na gori Atos sta dve vrsti skitov: kenobitski, v katerem je življenje podobno samostanskemu, in idioritmični, v katerem je življenje podobno življenju v majhni vasi. Slednji ima skupno bogoslužje (cerkev) in  majhne hiše ali koče za menihe okoli cerkve. Na Atosu je dvanajst uradnih skitov.
| Skit / Σκήτη                                                        | Tip          | Samostan     | Druga imena / komentar                                                                       |
| ------------------------------------------------------------------- | ------------ | ------------ | -------------------------------------------------------------------------------------------- |
| Sveta Ana (in Mala sveta Ana) Αγίας Άννας                           | idioritmični | Velika Lavra | Agiánna                                                                                      |
| Sveta trojica ali Kafsokalivion Αγίας Τριάδος ή Καυσοκαλυβίων       | idioritmični | Velika Lavra | Kafsokalývia ("pogorele koče")                                                               |
| Timiu Prodromu Τιμίου Προδρόμου                                     | kenobitski   | Velika Lavra | (Sveti Predtekač, se pravi Sveti Janez Krstnik) romunsko: Prodromu, Sfântul Ioan Botezătorul |
| Sveti Andrej Αγίου Ανδρέα                                           | kenobitski   | Vatoped      | Znan tudi kot Saraj (Σαράι)                                                                  |
| Sveti Dimitrij Αγίου Δημητρίου                                      | idioritmični | Vatoped      | Vatopediní                                                                                   |
| Timiu Prodromu Iviron Τιμίου Προδρόμου Ιβήρων                       | idioritmični | Iviron       | (Sveti Predtekač, se pravi Sveti Janez Krstnik) Ivirítiki                                    |
| Sveti Pantelejmon Αγίου Παντελεήμονος                               | idioritmični | Kutlumuš     | (Sveti Pantelejmon/Pantaleon) Kutlumusianí                                                   |
| Prerok Ilija Προφήτη Ηλία                                           | kenobitski   | Pantokrator  |                                                                                              |
| Nea Skiti Θεοτόκου ή Νέα Σκήτη                                      | idioritmični | Sveti Pavel  |                                                                                              |
| Sveti Dimitrij ali Lakoskit Αγίου Δημητρίου του Λάκκου ή Λακκοσκήτη | idioritmični | Sveti Pavel  | (Sveti Dimitrij v grapi ali Skit v grapi) romunsko: Lacu, Sfântul Dumitru                    |
| Marijino oznanjenje Ευαγγελισμού της Θεοτόκου                       | idioritmični | Ksenofont    | Ksenofontiní                                                                                 |
| Bogorodica Βογορόδιτσα                                              | kenobitski   | Pantelejmon  | bolgarsko: Богородица                                                                        |

### Glavni naselji
- Karies
- Dafni